# ATR Beteiligungsgesellschaft

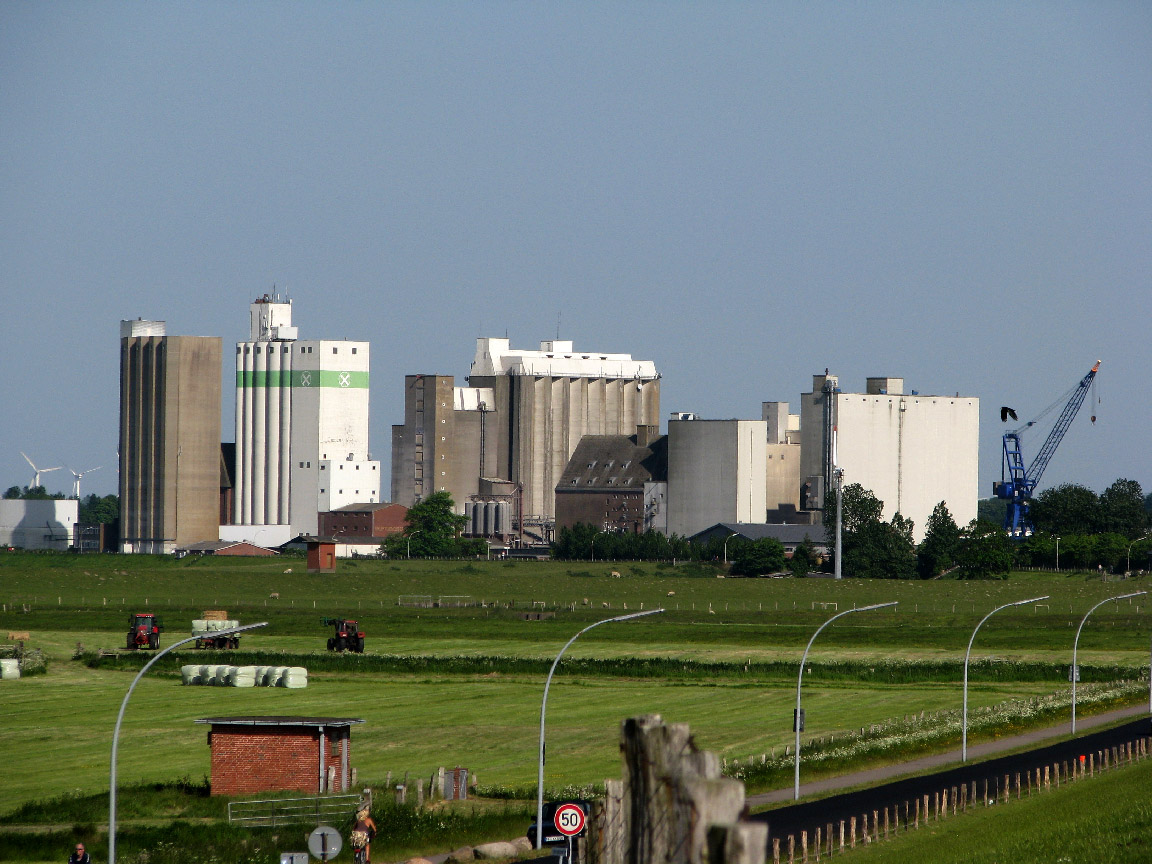
ATR-Silos am Husumer Außenhafen (Bildmitte). Stammsitz des Vorgängerunternehmens Thordsen

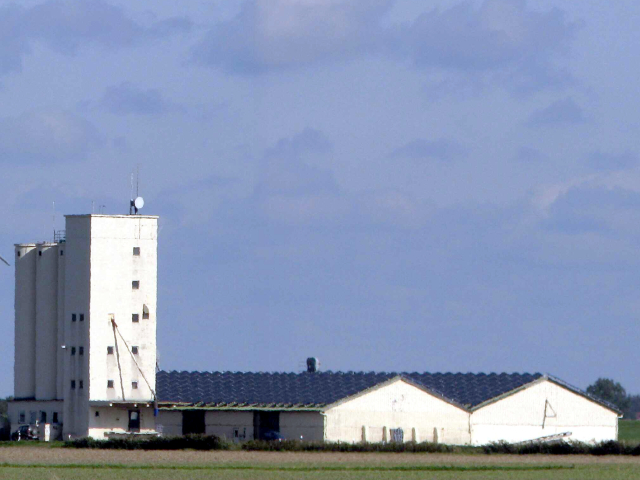
ATR-Annahmestelle in der Gemeinde Reußenköge

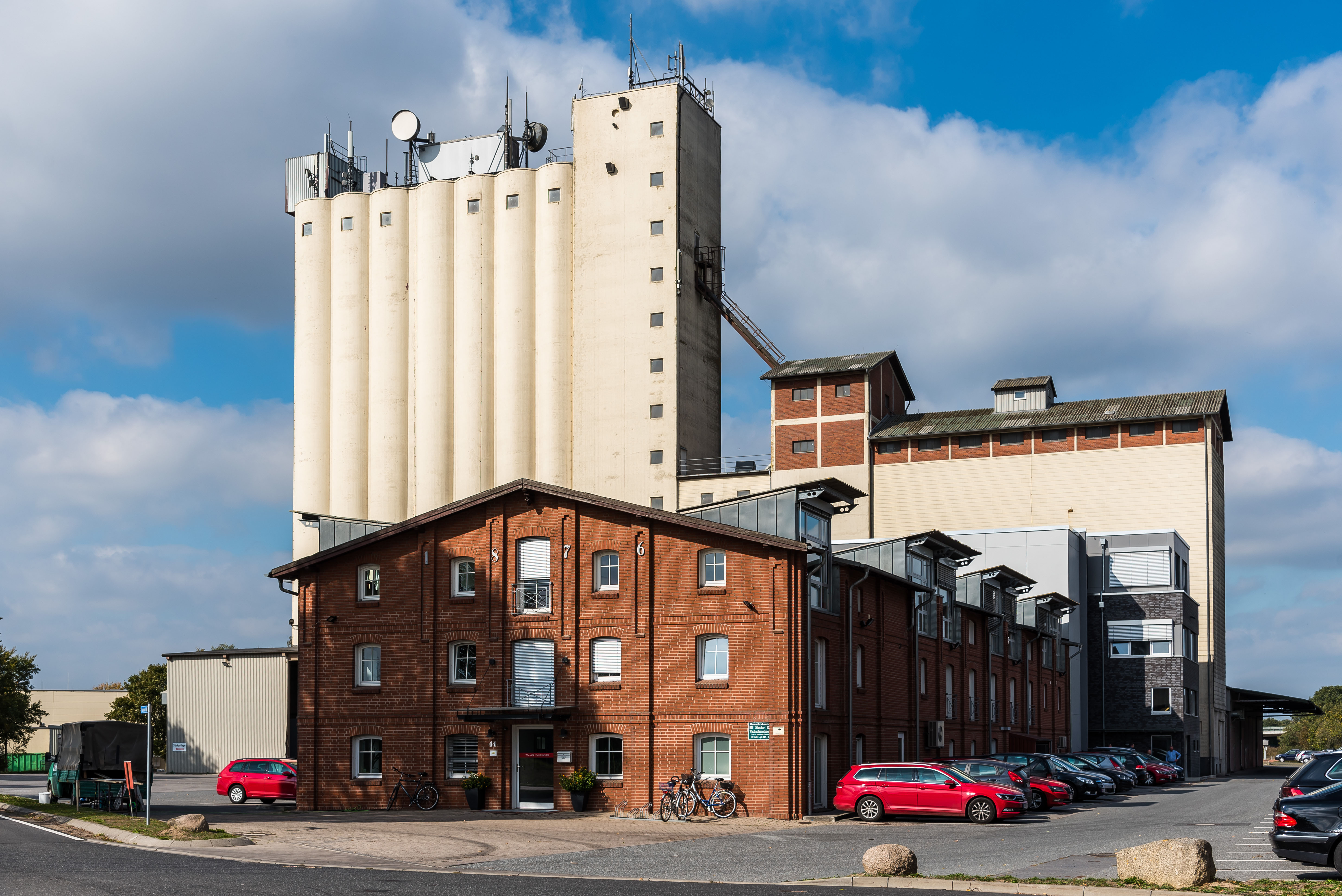
ATR-Standort Ratzeburg

Die ATR Beteiligungsgesellschaft mbH war ein Landhandelsunternehmen, welches 2021 mit den Mitbewerber Beiselen zur heutigen BAT Holding GmbH fusionierte. Sie war die Konzernmutter des Landhandels- und Agrobusinessgruppe ATR mit Hauptsitz in Ratzeburg. Das Unternehmen bestand in seiner heutigen Form seit 1999 und ging aus den Zusammenschlüssen der drei traditionsreichen Landhändler Arp (in Sollerup), Heinrich  Thordsen (Husum) und Rautenberg (Ratzeburg) hervor. Alle drei ehemaligen Landhandelsunternehmen wurden zuvor in der 4. bzw. 5. Generation als reine Familienunternehmen geführt.
ATR Landhandel ist heute in den Bereichen Mischfutter (ATR Futtermittel GmbH & Co. KG), Handel mit Getreide und Ölsaaten (ATR Landhandel GmbH & Co. KG) sowie Schifffahrt (ATR Schifffahrt GmbH & Co. KG) aktiv.
Im Unternehmen arbeiten nach eigenen Angaben aktuell über 800 Mitarbeiter (Stand: 2020).

## Geschichte
Mit Arp und Thordsen schlossen sich bereits 1994 zwei der drei Trägerfirmen zusammen. Im Jahr 1999 erhielt ATR Landhandel schließlich durch den Zusammenschluss mit der Firma Rautenberg ihre heutige Unternehmensform GmbH & Co. KG, damals noch unter der Firma Arp, Thordsen, Rautenberg GmbH & Co. KG. Die Umfirmierung zu ATR Landhandel GmbH & Co. KG erfolgte im April 2011 mit Eintragung des neuen Firmennamens im zuständigen Handelsregister.
Im Husumer Vorgänger-Unternehmen, der Heinrich Thordsen KG, wurde bereits 1976 eine Schifffahrtsabteilung für die flexible Abwicklung der gehandelten Güter eingerichtet. Im Jahr 1981 wurde sodann eine eigene Reederei gegründet und zwei Trockenfrachter des Tora-Typs, Irmgard und Elisabeth, bereedert. Beide Schiffe wurden auf der Husumer Schiffswerft gebaut und 1985 (Ilka) und 1989 (Maike) durch zwei weitere, ebenfalls auf der Husumer Schiffswerft gebaute Schiffe ergänzt. Die Schiffe Irmgard und Elisabeth wurden 2007 verkauft. Im Frühjahr 2017 erweiterte das Unternehmen die Flotte mit der in Norwegen gekauften Henrike und Anouk wieder auf vier Schiffe. Die unter deutscher Flagge fahrenden Singledecker-Küstenmotorschiffe mit boxförmigem Laderaum sind primär für den internationalen Seeverkehr mit Produkten des Landhandels des Mutterunternehmens aktiv, werden aber auch für den Transport von Komponenten im Bereich der Offshore-Windindustrie eingesetzt.
Die Schifffahrtsabteilung hat im Laufe der Jahre ihr Dienstleistungsangebot vergrößert und bietet heute viele Serviceleistungen (u. a. Befrachtung, Bereederung sowie Verzollung und Havarieabwicklung) am nordeuropäischen Markt an.
Internationale Tochterunternehmen des Unternehmens sind in Dänemark und Polen vertreten.
2021 kam es zu einem Zusammenschluss der ATR Beteiligungsgesellschaft mit der Beiselen Holding GmbH, Ulm. Das fusionierte Unternehmen firmiert nunmehr als BAT Holding GmbH.